# Francesco Cupani
Francesco Cupani (Mirto, 21 gennaio 1657 – Palermo, 19 gennaio 1710) è stato un botanico italiano.

## Biografia
Dopo aver studiato medicina, nel 1681, all'età di 24 anni, entra nell'ordine religioso dei frati francescani, continuando a coltivare il suo interesse per le scienze naturali e la botanica e dedicandosi in particolare allo studio della flora endemica della Sicilia. Intrattiene una fitta relazione epistolare con il monaco cistercense Paolo Boccone (1633-1704), palermitano trapiantato nel granducato di Toscana nonché cultore antesignano della moderna botanica sistematica.
Nel 1692 fonda a Misilmeri un vero e proprio orto botanico nel quale pone a dimora sia specie esotiche
che specie della flora siciliana, classificandoli in base al sistema tassonomico della nomenclatura binomiale, anticipando la innovazione che si diffonderà solo molti anni dopo grazie a Linneo.
Nel 1696 pubblica Hortus Catholicus, opera in cui viene illustrata la collezione di piante dell'orto di Misilmeri. Grazie a questo lavoro il Cupani acquisisce una discreta notorietà presso gli studiosi del settore di tutta Europa.
Muore a Palermo il 19 gennaio del 1710 all'età di 53 anni.

## Riconoscimenti
A Francesco Cupani sono dedicate alcune specie vegetali quali Colchicum cupanii, Genista cupanii, Melica cupani, Plantago cupanii, Scilla cupanii e Tragopogon cupanii nonché il genere Cupania.

## Opere
- Catalogus plantarum sicularum noviter adinventarum, Palermo, 1692.
- Syllabus plantarum Siciliae nuper detectarum, Palermo, 1694.
- Hortus Catholicus, Napoli, 1696.
- Pamphyton siculum, pubblicato postumo nel 1713.